# Андриаманджатоариманана, Тоджоханитра
Тоджоханитра Токинаина Андриаманджатоариманана (фр. Tojohanitra Tokin'aina Andriamanjatoarimanana, род. 30 октября 1990, Мадагаскар) — мадагаскарская пловчиха. Участница летних Олимпийских игр 2004 и 2008 годов.

## Биография
Тоджоханитра Андриаманджатоариманана родилась 30 октября 1990 года на Мадагаскаре.
В 2004 году вошла в состав сборной Мадагаскара на летних Олимпийских играх в Афинах. На дистанции 50 метров вольным стилем заняла 56-е место в квалификации, показав результат 29,35 секунды и уступив 3,67 секунды худшей из попавших в полуфинал Кристине Кьюзо из Италии.
В 2008 году вошла в состав сборной Мадагаскара на летних Олимпийских играх в Пекине. На дистанции 50 метров вольным стилем заняла 60-е место в квалификации, показав результат 28,54 и уступив 3,47 секунды худшей из попавших в полуфинал Александре Герасимене из Белоруссии.
Дважды участвовала в чемпионатах мира. В 2003 году в Барселоне в плавании вольным стилем на 50 метров заняла 83-е место, на 100 метров — 77-е, на 200 метров — 62-е, на дистанции 100 метров на спине — 58-е, на дистанции 50 метров брассом — 53-е, на дистанции 200 метров комплексным плаванием была дисквалифицирована.
В 2007 году в Мельбурне в плавании вольным стилем на 50 метров заняла 85-е место, на 100 метров — 93-е, на 200 метров — 91-е, на дистанции 50 метров баттерфляем — 53-54-е, на дистанции 400 метров комплексным плаванием — 36-е.